# Natuurboekenprijs
De Natuurboekenprijs is een initiatief van Vroege Vogels, de LandschappenNL en de Volkskrant. De prijs is de opvolger van de Jan Wolkers Prijs en werd in 2024 voor de eerste keer uitgereikt. De prijs bestaat uit een geldbedrag van 5.000 euro en een originele tekening van de winnaar, gemaakt door O.C. Hooymeijer. De jury bestaat uit Jean-Pierre Geelen, Jocelyn de Kwant en Daniel Gulpers.
De eerste editie van deze prijs ging naar het boek Aard van het beestje van Caspar Janssen en Margot Holtman (illustraties).
De andere genomineerden in 2024:
- Dick de Vos – Canon van de Nederlandse natuur (KNNV Uitgeverij)
- Esther van Gelder & Norbert Peeters e.v.a. – Flora Batava 1800-1934 (Uitgeverij Lannoo)
- Miek Zwamborn – Onderling (Uitgeverij van Oorschot)
- Anne Broeksma – Een verhaal met schubben (Uitgeverij Atlas Contact)
- Marc Argeloo – Natuuramnesie (Uitgeverij Atlas Contact)